# Picasso-Drückerfisch
Der Picasso-Drückerfisch (Rhinecanthus aculeatus) lebt im Roten Meer, im Indopazifik von den Küsten Ost- und Südafrikas bis nach Japan, Hawaii, der Lord-Howe-Insel und Tuamotu und im östlichen Atlantik vom Senegal bis Südafrika. Er bevorzugt
flache Lagunen mit Korallenbewuchs, Sand- und Geröllzonen und Korallenriffe. Die Fische kommen vor allem in sehr flachen Zonen bis zu einer Tiefe von 5 Metern vor. Sie leben einzeln oder paarweise und sind territorial. Gelegentlich werden sie aber auch in großen Gruppen angetroffen.
Brutpflegende Picasso-Drückerfische verteidigen ihren Laich äußerst aggressiv und greifen auch Taucher und Schwimmer an. Sie können, wenn sie sich gestört fühlen, schwirrende Geräusche von sich geben.
Die 30 Zentimeter lang werdenden Fische ernähren sich von verschiedenen bodenbewohnenden Wirbellosen, wie Würmer, Weichtiere, Seeigel, Krebse, aber auch Algen, Foraminiferen und Detritus.
Als Aquarienfisch ist der Picasso-Drückerfisch wegen seiner Aggressivität für Anfänger kaum geeignet.